# 투라티역
투라티역(이탈리아어: Turati)은 밀라노 지하철 3호선의 역이다. 3호선의 첫 번째 구간이 개통된 날인 1990년 5월 3일 문을 열었다.
이 역은 밀라노 시 중심부의 카보우르 광장 근처에 있는 필립포 투라티 거리에 위치해 있다. 역 근처에는 포르타 베네치아 공원과 AC 밀란의 본부가 있다.
3호선의 다른 역과 마찬가지로 이 역도 지하에 위치해 있다. 또한 밀라노 중심부에 있는 다른 역들처럼 투라티 역도 두 개의 중첩된 선로로 지어졌는데, 낮은 쪽이 가끔씩 침수되기도 한다.

## 환승
역 근처에 ATM가 운영하는 트램 정거장과 버스 정류장이 있다.
- 트램 정거장 (Turati M3, 1번)
- 버스 정류장

## 시설
이 역에는 다음과 같은 시설이 있다.
- 장애인 승객을 위한 승차 시설
- 엘레베이터
- 에스컬레이터
- 승차권 자동 판매기
- 역 감시카메라